# Tollegno
Tollegno là một đô thị ở tỉnh Biella vùng Piedmont của nước Ý, có vị trí cách khoảng 60 km về phía đông bắc của of Torino và khoảng 2 km về phía tây bắc của of Biella. Tại thời điểm ngày 31 tháng 12 năm 2004, đô thị này có dân số 2.678 người và diện tích là 3,4 km².
Tollegno giáp các đô thị: Andorno Micca, Biella, Pralungo, Sagliano Micca.